# Nicolas Gillet
Nicolas Gillet (Brétigny-sur-Orge, 9 novembre 1976) è un ex calciatore francese, di ruolo difensore.

## Carriera

### Club
Cresce nelle file del Nantes, club con il quale esordisce nel 1997 e conquista due Coppe de Francia consecutive nel 1999 e nel 2000 ed il titolo di campione di Francia nel 2001. Nel 2004 passa al Lens dove resterà tre anni. Nel 2007 si trasferisce nel Le Havre, squadra di Serie B francese, dove ha subito conquistato la promozione in Ligue 1.

### Nazionale
La sua unica presenza in Nazionale risale al 1º giugno 2001, contro l'Australia (0-1) alla Confederations Cup 2001.

## Palmarès

### Club

#### Competizioni nazionali
- Coppa di Francia: 2

Nantes: 1998-1999, 1999-2000
- Supercoppa francese: 2

Nantes: 1999, 2001
- Campionato francese: 1

Nantes: 2000-2001
- Coppa Intertoto UEFA: 1

Lens: 2005

### Nazionale
- Confederations Cup: 1

2001